# Carlhubbsia
Carlhubbsia es un género de peces actinopeterigios de agua dulce, distribuidos por ríos de América Central.

## Especies
Existen dos especies reconocidas en este género:
- Carlhubbsia kidderi (Hubbs, 1936)
- Carlhubbsia stuarti Rosen y Bailey, 1959